# تقویت‌کننده مغناطیسی
تقویت‌کننده‌های مغناطیسی (در اصطلاح معروف به mag amp) یک دستگاه الکترومغناطیسی برای تقویت سیگنال‌های الکتریکی است. تقویت‌کننده مغناطیسی در اوایل قرن بیستم اختراع شد و به عنوان یک جایگزین برای تقویت‌کننده‌های لامپ خلاء که در آن قدرت و ظرفیت جریان بالا نیاز بود، مورد استفاده قرار گرفت. جنگ جهانی دوم آلمان این نوع تقویت‌کننده را تکمیل کرد و در موشک V-2 از آن استفاده شد. تقویت‌کننده مغناطیسی در کنترل قدرت و کاربردهای سیگنال با فرکانس پایین از سال ۱۹۴۷ تا حدود سال ۱۹۵۷، یعنی زمانی که ترانزیستور شروع به جایگزینی آن نمود، شدیداً برجسته بود. تقویت‌کننده مغناطیسی در حال حاضر عمدتاً توسط تقویت‌کنندهٔ مبتنی بر ترانزیستور جایگزین شده‌است، به جز در کاربردهای حیاتی امنیتی، قابلیت اطمینان بالا یا به شدت طاقت فرسا. تکنیک ترکیب ترانزیستور وmag-amp هنوز استفاده می‌شود.

## قاعدهٔ کلی عملکرد
یک رآکتور با قابلیت اشباع، نشان دهنده اصل یک تقویت‌کننده مغناطیسی است.
از لحاظ بصری یک دستگاه mag-amp ممکن است به یک ترانسفورمر شبیه باشد، اما اصل عملکرد کاملاً متفاوت از یک ترانسفورمر است؛ اساساً mag-amp یک رآکتور با قابلیت اشباع است. این موضوع استفاده از اشباع مغناطیسی هسته را به یک ویژگی غیر خطی از یک کلاس خاصی از هسته‌های ترانسفورمر تبدیل می‌کند. برای مشخصه‌های اشباع کنترل شده، تقویت‌کننده مغناطیسی مواد هسته‌ای را بکار می‌برد که برای یک شکل منحنی B-H خاص که به شدت مستطیلی است طراحی شده، در مقایسه با منحنی B-H به آرامی تیز شوندهٔ مواد هسته‌ای که به آرامی اشباع می‌شود و اغلب در ترانسفورمرهای نرمال استفاده می‌شود.
تقویت‌کننده مغناطیسی معمولی شامل دو هسته مغناطیسی ترانسفورمر است که از لحاظ فیزیکی جدا اما مشابه هستند، که هر کدام از آن‌ها دارای دو سیم پیچ هستند: یک سیم پیچ کنترل و یک سیم پیچ AC. یک جریان DC کوچک از یک منبع کم امپدانس به سیم پیچ‌های کنترل سری شده تغذیه شده‌است. سیم پیچ AC ممکن است به صورت سری یا موازی متصل شود، این تنظیمات منجر به انواع مختلف mag-amp می‌شود. مقدار جریان کنترل که به سیم پیچ کنترل هدایت می‌شود، نقطه‌ای را در شکل موج سیم پیچ AC تعیین می‌کند که در آن یکی از هسته‌ها اشباع می‌شود. در اشباع، سیم پیچ AC روی هسته اشباع شده از حالت امپدانس بالا ("off") به یک حالت بسیار کم امپدانس ("on") می‌رود - یعنی جریان کنترل نقطه را در ولتاژی که mag-amp "on" است کنترل می‌کند.
یک جریان DC نسبتاً کوچک در سیم پیچ کنترل قادر به کنترل یا سوییچ جریانهای AC بزرگ در سیم پیچ AC است. این باعث تقویت جریان می‌شود.
در تقویت‌کننده مغناطیسی دو هسته مغناطیسی استفاده می‌شود چرا که جریان AC در سیم پیچ‌های کنترل ولتاژ بالا ایجاد می‌کند. با اتصال آن‌ها به فاز مخالف، این دو یکدیگر را لغو می‌کنند، به‌طوری‌که هیچ جریانی در مدار کنترل ایجاد نمی‌شود.

## نقاط قوت
تقویت‌کننده مغناطیسی یک دستگاه استاتیکی بدون قطعات متحرک است که مکانیسم فرسودگی و سایش ندارد و تحمل خوبی در برابر شوک مکانیکی و ارتعاش دارد؛ و همچنین نیاز به زمان گرم شدن ندارد. سیگنال‌های مجزای چندگانه ممکن است توسط پیچ‌های کنترل اضافی در هسته‌های مغناطیسی جمع شوند. سیم پیچ‌های یک تقویت‌کننده مغناطیسی، تحمل بیشتری در برابر اضافه بارهای آنی در مقایسه با دستگاه‌های حالت جامد دارند. تقویت‌کننده مغناطیسی همچنین به عنوان یک مبدل در استفاده‌هایی نظیر اندازه‌گیری جریان و حوزه شار ورودی استفاده می‌شود. هسته‌های رآکتور تقویت‌کننده‌های مغناطیسی بسیار مقاوم در برابر تابش نوترون هستند. برای این دلیل ویژه تقویت‌کننده‌های مغناطیسی در برنامه‌های کاربردی انرژی هسته‌ای استفاده شده‌است.

## محدودیت‌ها
بهره حاصل از یک مرحله در مقایسه با تقویت‌کننده‌های الکترونیکی محدود و کم است. پاسخ فرکانسی تقویت‌کننده بهره بالا محدود به تقریباً یک دهم فرکانس تحریک است، اگرچه اغلب توسط تقویت‌کننده‌های تحریک‌کننده مغناطیسی با جریاناتی که در فرکانس بالاتر از حد نرمال است کاهش می‌یابد. تقویت‌کننده‌های الکترونیکی حالت جامد می‌توانند فشرده تر و کارآمد تر از تقویت‌کننده‌های مغناطیسی باشند. بایاس و فیدبک سیم پیچ‌ها یک طرفه نیست و انرژی را از مدار کنترل شده به مدار کنترل می‌کند. این موضوع طراحی تقویت‌کننده‌های چند مرحله‌ای را در مقایسه با دستگاه‌های الکترونیکی پیچیده می‌کند.

## استفاده در محاسبات
تقویت‌کننده‌های مغناطیسی در طول دهه ۱۹۵۰ به‌طور گسترده به عنوان یک عنصر سوئیچینگ بالقوه برای رایانه‌های اصلی مورد مطالعه قرار گرفتند. می‌توان از تقویت‌کننده‌های مغناطیسی برای جمع کردن چندین ورودی در یک هسته استفاده کرد که در واحد منطق محاسباتی (ALU) مفید بود. لامپ‌های خلأ متداول می‌توانستند همین کار را انجام دهند، اما ترانزیستورها نمی‌توانستند انجام دهند، بنابراین تقویت‌کننده‌های مغناطیسی توانستند مزایای لامپ‌های خلأ و ترانزیستورها را در دورانی که گران‌قیمت و غیرقابل اعتماد بود، ترکیب کنند.